# ۱۶۶ (پیش از میلاد)
۱۶۶ (پیش از میلاد) ۱۶۶مین سال قبل از تقویم میلادی است.